# جورج بيلو
جورج بيلو (4 مارس 1861 بويست بروميتش في المملكة المتحدة - 1 مايو 1959 بويست بروميتش في المملكة المتحدة) هو لاعب كرة قدم بريطاني (وحمل سابقاً جنسية المملكة المتحدة لبريطانيا العظمى وأيرلندا) في مركز الهجوم. لعب مع وست بروميتش ألبيون ونادي كيدرمينستر هاريرز لكرة القدم.